# Долгов, Анатолий Иванович
Анатолий Иванович Долгов (6 мая 1954 — июнь 1992) — советский и российский футболист, вратарь. Наиболее известен по выступлениям за рязанский «Спартак», в составе которого сыграл более 350 матчей во второй лиге чемпионата СССР. Считался специалистом по отражению одиннадцатиметровых ударов.

## Карьера
Воспитанник куйбышевского футбола, с 1965 года занимался в группе подготовки футболистов при команде «Крылья Советов». С 1972 по 1974 год проходил службу в армии, и в тольяттинское «Торпедо» перешёл перед началом сезона-1975 уже из куйбышевского СКА. В весеннем чемпионате 1976 года числился в «Крыльях Советов», но ни одного матча за основной состав не сыграл и вернулся в «Торпедо». В Тольятти конкурировал за место в основе с Евгением Федотовым, в итоге более стабильный и психологически устойчивый Федотов вытеснил его из состава.
В первой половине 1978 года сыграл за «Торпедо» только в двух матчах и летом сменил команду, став игроком «Спартака» Рязань. В команде поначалу считался четвёртым вратарём и лишь один раз в сезоне-1978 сыграл в воротах, остальные матчи отыграл в качестве полевого игрока и даже забивал. После восьми сезонов в Рязани перешёл в тамбовский «Спартак». За тамбовскую команду также выступал и на позиции полузащитника: всего сыграл 19 матчей, из них 4 в поле, забил 1 гол. Проведя всего один сезон-1986 в Тамбове, вернулся в Рязань. Под руководством бывшего партнёра по команде, главного тренера Сергея Недосекина, начал показывать стабильную игру, стал основным вратарём; более того, стал одним из всего троих футболистов 1-й зоны, которые отыграли в сезоне 1987 года все 32 матча без замен. Был играющим тренером команды. В сезоне-1989 сыграл «на ноль» 25 матчей, в том числе на выезде 24 июля против родной команды — куйбышевских «Крыльев Советов» (0:0), в котором отразил пенальти.
Став перед стартом сезона 1991 года футболистом «Оки» Коломна, и там подтверждал свой статус специалиста по пенальти, трижды отражая мячи после ударов с одиннадцатиметровой отметки: в матчах 2-го, 6-го и 9-го туров. Сыграл во всех матчах (домашняя встреча 27-го тура с «Голубой нивой» не состоялась из-за неявки гостей) и лишь дважды был заменён по ходу игры, оба раза позднее 80-й минуты матча. Пропустил в 41 матче 47 мячей, 12 раз сыграл «на ноль». В начале сезона-1992 вновь был безоговорочным основным вратарём «Оки» и провёл 11 первых матчей без замен, но незадолго до встречи с раменским «Сатурном» 21 июня погиб дома в Рязани. Отыграл 5 матчей без пропущенных мячей, в том числе не пропустил и в своей последней в жизни игре с «Трестаром» (2:0) 9 июня.
Рекордсмен среди вратарей рязанского «Спартака»-«Сапфира»-«Торпедо» по числу проведённых матчей, отражённых пенальти и игр без пропущенных мячей. В Рязани проводился мини-футбольный турнир его памяти.

## Достижения
- Бронзовый призёр зоны второй лиги чемпионата СССР (4): 1975, 1980, 1988, 1989